# David X de Kartli
David X fill gran de Constantí II va ser rei de Geòrgia del 1505 al 1524 succeint al seu pare. Estava casat amb Miran Gul, coneguda també com a Nestan-Jawar, que es va suïcidar el 1556, que era filla de David Jambakur Katchibadze-Baratashvili, príncep de Gareja. Va morir el 1525.
Va fer presoner el rei de Kakhètia el 1513, però no va poder capturar el príncep rebel Levan. Va intentar conquerir Kakhètia en més d'una ocasió sense èxit; finalment va derrotar Levan a la batalla de Kiziki el 1520. Va derrotar l'exèrcit d'ocupació persa a Tblisi i va conquerir Aghjakala massacrant tots el turcmans que hi va trobar. El 1522 va prendre els hàbits sota el nom de Damià i va abdicar els drets a la corona en el seu fill el 1524.